# Mangngar
Mangngar is een bestuurslaag in het regentschap Pamekasan van de provincie Oost-Java, Indonesië. Mangngar telt 2322 inwoners (volkstelling 2010).